# فوجليزو
فوجليزو هي كومونا (بلدة) في مدينة تورينو الحضرية في المنطقة الإيطالية بيدمونت ، وتقع على بعد حوالي 25 كيلومتر (16 ميل) شمال شرق تورينو . و هي جزء لا يتجزأ من منطقة كانافيز التاريخية.
تقع مدينة فوجليزو على حدود البلديات التالية: San Giorgio Canavese وSan Giusto Canavese وCaluso وBosconero و San Benigno Canavese و Montanaro .وقد تم ذكرها لأول مرة في وثيقة 882 ، عندما كانت ملكاً لأسقف فرشيلي . و من ثم أصبحت من ممتلكات كونتات بياندرات ، و بعد ذلك انتقلت ملكيتها إلى دوقات سافوي . و تتواجد فيها قلعة ، قد تكون من أصول رومانية ، و تحولت إلى سكن نبيل في القرنين السابع عشر والثامن عشر.